# Bougou (Bénin)
Pour les articles homonymes, voir Bougou.
 (novembre 2023).
- Si vous ne connaissez pas le sujet, laissez ce bandeau (vous pouvez alors contacter les auteurs).
- Si vous supprimez le contenu mis en cause (vous pouvez préalablement contacter les auteurs),

argumentez précisément cette suppression dans la page de discussion
(un manque de référence n'est pas un argument ; une recherche réelle de référence doit avoir été effectuée, être formellement documentée).
Bougou est l'un des douze arrondissements de la commune de Djougou dans le département de la Donga au Bénin.

## Géographie
Bougou est situé au Nord-ouest du Bénin sur la Route Nationale Inter Etat Cotonou-Djougou. Bougou compte 4 villages : Bougou Fana, Bougou Lira, Kpandouga et Kpaouya. Bougou est situé à moins de 40 km de la frontière togolaise. L'arrondissement de Bougou est délimité au Nord par l'arrondissement de Pélébina et de Sérou, à l'ouest par l'arrondissement de Sèmèrè II et au Sud par l'arrondissement de Pénéssoulou.

## Histoire
Selon la tradition orale, Bougou a été fondé par le peuple Yoowa. Grâce à l'hospitalité des Yoowa, d'autres ethnies comme les Lokpa, Kotokoli, Koura, Zarma et Peulh s'installent aussi progressivement à Bougou. Bougou est devenu aujourd'hui un village multilingue qui ne cesse de grandir et dans lequel toutes les ethnies en paix.
Le roi actuel de Bougou s'appelle, sa majesté Saouté Alassane de groupe ethnique Yom et du clan Daari.

## Démographie
Selon le recensement de la population de 2013 conduit par l'Institut national de la statistique et de l'analyse économique (INSAE), l'arrondissement de Bougou compte 9 505 habitants.

## Langues
Bougou est une localité multilingue où sont parlées les langues yom, lokpa, kotokoli, Ede koura ainsi que les langues fon, et adja par quelques minorités.

## Économie
La population vit entre autres de l'agriculture, de la pêche, du commerce et du transport. Grâce à son marché rural qui est d'ailleurs le deuxième plus grand marché de la commune de Djougou après celui de l'arrondissement de Patargo, la population effectue des activités commerciales qui rapportent de revenus non négligeable. Ce marché rural s'anime tous les six jours.

## Éducation
Bougou dispose de plusieurs centres éducatifs : cinq Cours primaire dont quatre sont publics (EPP Bougou centre, EPP Bougou 2, EPP Kadjakadiké et EPP Djérôga) et un privé (Complexe scolaire catholique Espérance). Bougou dispose aussi de deux collèges d'enseignement, dont un public (CEG Bougou) et un privé (Collège catholique Espérance de Bougou).

## Sécurité
Bougou dispose d'un commissariat de police.

## Santé
Bougou dispose d'un centre de Santé publique et de quelques cliniques privées.On y trouve aussi une pharmacie qui joue le rôle de dépôt de médicaments.